# Смотри в оба!
«Смотри в оба!» — советский приключенческий фильм, «героическая комедия» режиссёров Владимира Мартынова и Эльдора Уразбаева. Сценарий Александра Бородянского. В главных ролях Борислав Брондуков, Фёдор Сухов, Алексей Серебряков. Снят в 1981 году на киностудии имени Горького.
По словам жены Борислава Брондукова, сценарист Александр Бородянский написал сценарий лично для актёра, которому предусмотрел в фильме главную роль механика Лыкина. По мнению некоторых изданий, «Смотри в оба!» являлся одним из фильмов, в котором раскрылся комедийный талант Брондукова.

## Сюжет
Сюжет разворачивается в 1921 году, в конце Гражданской войны. Молодой комсомолец Алексей Команов получает задание Революционного комитета отправить на буксире тёплые вещи в Петроград для детской коммуны. Команову дают в помощники некоего Лыкина, отрекомендовавшегося механиком, так как необходимо было наладить барахливший мотор речного буксира. «Смотри за этим фруктом в оба!» — сказал представитель ревкома Команову, давая понять, что необходимо присматривать за этим пронырливым, бойким на язык мужичком.
Во время движения к буксиру Команов и Лыкин сталкиваются с бандитами и вступают с ними в борьбу. Лыкин погибает, а Команов, чудом оставшийся в живых, встаёт за штурвал буксира, который тянул баржу с вещами для детской коммуны.

## В ролях
- Борислав Брондуков — Лыкин, механик
- Фёдор Сухов — Алексей Команов, уполномоченный красноармеец (озвучил Владимир Конкин)
- Светлана Орлова — Анастасия, сестра милосердия
- Нина Алисова — матушка-игуменья
- Алексей Серебряков — Михаил Комаров
- Александр Яковлев — Филин, атаман банды
- Виктор Ильичёв — Длинный («Фитиль»), член банды
- Юрий Дубровин — Митя, член банды
- Нартай Бегалин — Илдар, белогвардеец
- Николай Горлов — отец Егорий
- Людмила Кузьмина — красный командир
- Александр Лебедев — Платов, красноармеец
- Раднэр Муратов — Закиров
- Анатолий Скорякин — Колбасюк
- Николай Смирнов — комиссар
- Леонид Трутнев — есаул Говорухин

## Съёмочная группа
- Режиссёр: Владимир Мартынов, Эльдор Уразбаев
- Автор сценария: Александр Бородянский
- Оператор: Вадим Алисов
- Художник: Семён Веледницкий
- Композитор: Эдуард Хагагортян